# 스가와라 마야
스가와라 마야(일본어: 菅原 茉椰, 2000년 1월 10일 ~ )는 일본의 여성 아이돌 그룹 SKE48 팀E의 멤버이다. 미야기현 센다이시 출신.

## 개요
- SKE48 팀KII 멤버. 제스트 소속.